# Hebestigma cubense
Hebestigma cubense là một loài thực vật có hoa trong họ Đậu. Loài này được (Kunth) Urb. miêu tả khoa học đầu tiên.